# Somogyacsa
Somogyacsa – wieś w powiecie Tab w komitacie Somogy na Węgrzech.